# Toshi Ichiyanagi
Toshi Ichiyanagi (一柳 慧, Ichiyanagi Toshi, (Kobe (Illa de Honshu), Imperi Japonès, 4 de febrer, 1933 - Tòquio, Japó, 7 d'octubre, 2022) va ser un compositor i pianista avantguardista japonès.
Ichiyanagi va ser un dels compositors més destacats del Japó durant la postguerra, treballant en diversos gèneres. Va compondre, entre altres coses, òperes d'estil occidental, obres per a orquestra de cambra i peces musicals usant instruments japonesos tradicionals. És conegut per haver incorporat tècniques avantguardistes en les seves obres, com música aleatòria o mètriques noves. Ichiyanagi va estar casat amb l'artista Yoko Ono del 1956 fins al 1962.

## Primers anys i educació
Ichiyanagi estudià composició musical al costat de Tomojirō Ikenouchi, Kishio Hirao i John Cage. Entre els anys 1954 i 1960, el compositor va estar vivint a la ciutat de Nova York, on va estudiar a la Juilliard School i a "The New School for Social Research".
Ichiyanagi va estar casat amb Yoko Ono del 1956 al 1962. La seva decisió de tornar al Japó, davant la permanència d'Ono a Nova York, va ser un dels motius de la ruptura.

## Carrera
En tornar al Japó el 1960, Ichiyanagi va col·laborar amb l'Organització Neo-Dada, un col·lectiu del moviment antiart.
Moltes de les primeres partitures d'Ichiyanagi tenien anotacions gràfiques, sent Sapporo (1963) un dels principals exemples. Una altra de les seves primeres notables obres és Kaiki (1960), en la qual va combinar instruments japonesos, com el shō i el koto, amb instruments occidentals, com l'harmònica o el saxofon. Una altra obra, Distance (1961), requeria que l'artista toqués els instruments a una distància de tres metres. D'altra banda, Anima 7 (1964), formulava que aquesta acció s'havia de dur a terme "com més lentament millor".
El 1963, Ichinayagi va cofundar un col·lectiu musical avantguardista anomenat "New Direction", en què també es trobaven, entre d'altres, Takehisa Kosugi, Yūji Takahashi i Kenji Kobajashi. El grup es va dissoldre a finals dels anys 60 pel trasllat de molts de els seus membres a Nova York, mentre que Ichiyanagi es quedaria a Japó.
Les obres posteriors d'Ichiyanagi es van allunyar dels mètodes experimentals per centrar-se en composicions més convencionals, com simfonies, òperes i concerts. Va rebre el 33è Suntory Music Award el 2001, i el Premi de la Fundació d'Art Contemporani John Cage el 2018. Va ser honorat amb l'Ordre de la Cultura de Japó.

## Vida personal i mort
Ichiyanagi va ser fill de Shinji, un violoncel·lista i de Mitsuko, que li feia classes de piano a casa i va ser la primera professora de piano del compositor. Després del matrimoni d'Ichinayagi amb Yoko Ono, el qual va acabar el 1962, es va casar de nou el 1963 amb Sumiko, morta el 1993. Van tenir un fill el 1964, Kei.
Ichiyanagi va morir el 7 d'octubre de 2022 a Tòquio, a l'edat de 89 anys.